# Municipio de Renville
El municipio de Renville (en inglés: Renville Township) es un municipio ubicado en el condado de Bottineau en el estado estadounidense de Dakota del Norte. En el año 2010 tenía una población de 32 habitantes y una densidad poblacional de 0,34 personas por km².

## Geografía
El municipio de Renville se encuentra ubicado en las coordenadas 48°45′46″N 101°17′58″O / 48.76278, -101.29944. Según la Oficina del Censo de los Estados Unidos, el municipio tiene una superficie total de 93.12 km², de la cual 92,95 km² corresponden a tierra firme y (0,19 %) 0,17 km² es agua.

## Demografía
Según el censo de 2010, había 32 personas residiendo en el municipio de Renville. La densidad de población era de 0,34 hab./km². De los 32 habitantes, el municipio de Renville estaba compuesto por el 78,13 % blancos, el 3,13 % eran amerindios, el 3,13 % eran asiáticos y el 15,63 % eran de una mezcla de razas. Del total de la población el 0 % eran hispanos o latinos de cualquier raza.